# Irkol
La mine d'Irkol extrait de l'uranium du sous-sol par lixiviation in situ. Elle est située dans le bassin du Syr-Daria au Kazakhstan, environ à 330 km au nord-ouest de Chimkent et 130 km au sud-est de Kyzylorda, à environ 10 km au sud-est de la ville de Shieli.
La mine est détenue par une coentreprise sino-kazakhe dans laquelle la société Kazatomprom possède 51 % des parts, et la China General Nuclear Power Corporation (CGN) 49 %.

## Histoire
En avril 2009, la compagnie nationale Kazatomprom inaugure la mine d'Irkol. Ce projet est la première mine d'uranium kazakh exploitée dans le cadre d'une coopération avec la Chine. L'exploitant du gisement est la société mixte sino-kazakhe Semizbai-U, dans le cadre d'un partenariat entre Kazatomprom et la China Guangdong Nuclear Power Company (CGNPC) signé en octobre 2008. L'opérateur prévoit une production de 500 tonnes d'uranium en 2009, tandis que la production nominale de 750 tonnes est prévue dès l'année 2010. L'exploitation est prévue pour durer pendant 25 ans. L'uranium extrait doit être utilisé par l'industrie nucléaire chinoise